# Comăna de Sus
Comăna de Sus – wieś w Rumunii, w okręgu Braszów, w gminie Comăna. W 2011 roku liczyła 364 mieszkańców.